# With Vilest of Worms to Dwell
With Vilest of Worms to Dwell jest albumem austriackiego zespołu Hollenthon, grającego metal symfoniczny. Album ukazał się nakładem wytwórni Napalm Records w roku 2001.

## Lista utworów
1. "Y Draig Goch" – 3:55
2. "Woe to the Defeated" – 5:51
3. "Lords of Bedlam" – 5:35
4. "To Kingdom Come" – 5:33
5. "The Calm Before the Storm" – 5:03
6. "Fire upon the Blase" – 5:18
7. "Conquest Demise" – 6:32
8. "Conspirator" – 7:23

Łączny czas trwania utworów: 45:10
W utworze "Lords of Bedlam" wykorzystano elementy dźwiękowe z baletu "Romeo i Julia" Siergieja Prokofjewa, w utworze "To Kingdom Come" pojawiły się elementy Carmina Burana.

## Skład zespołu
- Mike Groeger: perkusja, instrumenty perkusyjne
- Elena Schirenc: wokal
- Martin Schirenc: wokal, gitara, gitara basowa, instrumenty klawiszowe

## Szczegóły
- Nagranie i miksowanie: Martin Schirenc, Vato Loco Studio, Wiedeń, marzec 2001
- Mastering: Akeem Koehler, Indiscreet Audio, Winterbach
- Koncepcja okładki: Martin Schirenc
- Zdjęcia zespołu: Klaus Pichler
- Muzyka: Martin Schirenc
- Teksty: Elena Schirenc